# Джендема (група)
 Тази статия е за рок групата.  За резервата вижте Джендема.  
„Джендема“ е българска рок група създадена през 1986 г. в София от Ангел Ангелов – Джендема и Атанас (Насо) Цанков – Дирижабъла. Името си носи по едноименния резерват "Джендема" в Централен Балкан.
Реално рок групата започва със своите музикални изяви през 1987 г.
Джендема е некомерсиална рок група, която без да търси популярност има значимо присъствие в българския рок и музика от така наречения преход на България към демокрация и пазарна икономика. Групата е сред първите участници в Свободния хепънинг през 1988 г. в Софийския университет "Климент Охридски", а Ангел Ангелов – Джендема пее на първия митинг на промените – на 18 ноември 1989 г. на площада пред катедралания храм на БПЦ „Св. Александър Невски“ с песента „Край на живота от самото начало“. Първата публична изява на рок формацията е в Харманли на фестивала "Поети с китара" през 1987 г., а на 15-ото издание на феста през 2000 г. групата печели Голямата награда „за цялостен принос“.
Рокаджиите от „Джендема“ са едни от малкото български музиканти, които изпълняват в клубове само авторска музика.

### Албуми
1. "Бялата точка на Европа" (1993)
2. "Майор Атанасов" (1994)
3. "За разтуха на Петуха" (1999)
4. "Главата ми е гнойна пъпка" (2000)
5. „Велика нация...“ (2005)

### Известни песни
1. „Край на живота от самото начало“
2. „Водно колело“
3. „Разговор с дядо“